# Stig Van Eijk
Stig Andre Van Eijk (Cali, 21 marzo 1981) è un cantante norvegese.
Ha rappresentato la Norvegia all'Eurovision Song Contest 1999 con il brano Living My Life Without You.

## Biografia
Nato in Colombia e adottato da una famiglia norvegese all'età di nove mesi, Stig Van Eijk è salito alla ribalta con la sua partecipazione al Melodi Grand Prix, il processo di selezione del rappresentante norvegese per l'Eurovision, il 27 febbraio 1999. Con la sua Living My Life Without You ha vinto il voto della giuria e del pubblico. Il singolo ha debuttato alla 3ª posizione nella classifica norvegese e ha anticipato, due mesi dopo, l'uscita dell'album di debutto Where I Belong, che ha raggiunto il 6º posto in classifica.
Il 29 maggio 1999 il cantante ha quindi partecipato all'Eurovision Song Contest a Gerusalemme, dove si è classificato al 14º posto su 23 partecipanti totalizzando 35 punti.
Nel 2003 ha scritto Once In a Lifetime, il singolo di debutto del vincitore della prima edizione di Idols South Africa Heinz Winckler, che ha venduto più di 100 000 copie a livello nazionale.

## Discografia

### Album in studio
- 1999 – Where I Belong
- 2013 – Presentation

### Singoli
- 1999 – Living My Life Without You
- 1999 – Breakout
- 1999 – Be My Baby
- 2000 – Once in a Lifetime
- 2012 – Never Say Never
- 2013 – Always a Solution
- 2014 – Ordinary Day
- 2018 – Faith in Us
- 2019 – Ser på

#### Collaborazioni
- 2010 – Time for a Change (con la Soul Express Orchestra)